# 大厂镇 (大厂回族自治县)
大厂镇，是中华人民共和国河北省廊坊市大厂回族自治县下辖的一个乡镇级行政单位。

## 行政区划
大厂镇下辖以下地区：
大厂四村、大厂一村、大厂二村、大厂三村、大马庄村、于各庄村、小务村、小厂村、前丞相村、芦庄村、金庄村、侯附马村、后店村、六合庄村、霍各庄村、西马庄村、河西营村、小里庄村、西马各庄村、东马各庄村、梁庄村、王必屯村、袁庄村、西彭府村、东彭府村和西杨辛庄村。